# Club Esportiu Hispano Francès
El Club Esportiu Hispano Francès és un club poliesportiu català de Barcelona fundat l'any 1943 amb seccions de tennis i pàdel, entre d'altres.

## Història
El club va ser fundat el 23 d'abril de 1943 al barri de Gràcia, entre els carrers Providència i Sardenya, per joves espanyols i francesos. En certa manera és el club continuador de l'històric Société Patrie, prohibit després de la guerra civil per les autoritats franquistes. El seu primer nom fou Agrupación de Tenis del Instituto Francés de Barcelona, canviant a Clulb Deportivo Hispano Francés el 4 de juny de 1943. Els primers esports que es practicaren foren el tennis, el basquetbol, l'atletisme, l'handbol i el voleibol, en els quals assolí molts èxits.
El 27 de desembre de 1968 es traslladà a uns nous terrenys situats a la Vall d'Hebron. En aquesta seu el tennis esdevingué el principal esport del club.
La secció de bàsquet va ser formada per Arturo Cortés, que havia estat jugador de l'Espanyol. L'equip masculí desaparegué l'any 1972 i el femení el 2000. Aquesta darrera secció fou diversos cops campiona de Catalunya. La secció de voleibol fou una de les més brillants del club. L'equip masculí participà en la Copa d'Europa (1967, 1968) i guanyà tres Lligues espanyoles (1967, 1968, 1973) i cinc Copes d'Espanya (1953, 1964, 1966, 1967, 1968), així com nombrosos Campionats de Catalunya. L'equip femení guanyà la Copa de la Reina de 1983.

## Palmarès
Basquetbol
- Campionat de Catalunya de bàsquet femení: 
  - 1952, 1953, 1954, 1967

Voleibol
- Lliga espanyola de voleibol masculina: 
  - 1966-67, 1967-68, 1972-73
- Copa espanyola de voleibol masculina: 
  - 1953, 1964, 1966, 1967, 1968
- Copa espanyola de voleibol femenina: 
  - 1982-83
- Campionat de Catalunya de voleibol masculí: 
  - 1952-53, 1959-60, 1968-69, 1965-66, 1969-70, 1971-72
  - 1967-68 (equip filial)

Handbol
- Campionat de Catalunya d'handbol femení:
  - 1953-54, 1955-56